# مقطعة البيتزا
مِقطعة أو مِقطع أو قاطعة البِتزة هو أداة تُستخدم لتقطيع البيتزا.

## التاريخ
يعود الفضل في اختراع هذه الأداة إلى ديفيد إس مورجان الذي صمم أول مِقطعة البيتزا في شكله الحديث وحصل على براءة اختراع في 20 سبتمبر 1892. ومع ذلك، لم يكن الغرض الأساسي منها تقطيع البيتزا ولكن لتقطيع ورق الحائط.

## أصناف
هناك نوعان رئيسيان من مقاطع البيتزا.
النوع الأكثر شيوعًا هو أداة على شكل عجلة تتحرك في الاتجاه الذي يُرغب فيه تقطيع البيتزا. يستخدم الكثير من الناس مِقطعة البيتزا ذو العجلات لأغراض أخرى، بما في ذلك الأعمال الحرفية.
النوع الآخر هو سكين منحني كبير يسمى ميزالونا (كلمة إيطالية تعني «نصف القمر»)، يُحرك ذهابًا وإيابًا لتقطيع البيتزا. هذان النوعان مُتاحان بأحجام مختلفة. غالبًا ما تستخدم بعض أنواع الميزالونات (خاصة المقاطع ذات الشفرة المزدوجة) لفرم الأعشاب أو تقطيع الخضروات.